# Vinačka klisura
Vinačka klisura je dolinsko suženje u gornjem toku Vrbasa, u središnjoj Bosni. Uzvodno se nalazi Skopaljska dolina, a nizvodno Jajačka kotlina.
Strme strane klisure su obrasle listopadnim šibljem i šumom. Na visokim zaravnima iznad klisure nalaze se Novo Selo, Sandžak, Brdo i Dobro Brdo na sjeveroistoku te Semin, Vukovo i Selište na jugozapadu. U samoj klisuri se nalaze Rasavci i Džihanići.
Kroz Vinačku klisuru prolazi magistralna cesta M 16 Donji Vakuf - Jajce.